# 1980년 동계 패럴림픽
1980년 동계 패럴림픽(영어: 1980 Winter Paralympics, II Paralympic Winter Games, 노르웨이어: Paralympiske vinterleker 1980)은 노르웨이 예일로에서 1980년 2월 1일부터 2월 7일까지 개최된 동계 패럴림픽이다.

## 참가국
1980년 동계 패럴림픽에 참가한 국가는 총 18개국이다. 오스트레일리아, 덴마크, 이탈리아, 뉴질랜드 4개국이 처음으로 동계 패럴림픽에 참가하였다.
| - 오스트레일리아 - 오스트리아 - 캐나다 - 덴마크 - 핀란드 - 프랑스 - 서독 - 영국 - 이탈리아 | - 일본 - 노르웨이 (개최국) - 뉴질랜드 - 스웨덴 - 스위스 - 체코슬로바키아 - 우간다 - 미국 - 유고슬라비아 |

## 종목
- 아이스슬레지
- 알파인스키
- 크로스컨트리

### 시범 종목
- 슬레지활강

## 메달 집계
| 순위 | 국가           | 금메달 | 은메달 | 동메달 | 합계 |
| ---- | -------------- | ------ | ------ | ------ | ---- |
| 1    | 노르웨이       | 23     | 21     | 10     | 54   |
| 2    | 핀란드         | 15     | 7      | 12     | 34   |
| 3    | 오스트리아     | 6      | 10     | 6      | 22   |
| 4    | 스웨덴         | 5      | 3      | 8      | 16   |
| 5    | 스위스         | 4      | 2      | 3      | 9    |
| 6    | 미국           | 4      | 1      | 1      | 6    |
| 7    | 서독           | 3      | 5      | 9      | 17   |
| 8    | 캐나다         | 2      | 3      | 1      | 6    |
| 9    | 프랑스         | 1      | 1      | 1      | 3    |
| 10   | 체코슬로바키아 | 0      | 1      | 0      | 1    |
| 합계 | 합계           | 63     | 54     | 51     | 168  |

## 같이 보기
- 1980년 동계 올림픽
- 1980년 하계 패럴림픽